# Výměna plynů

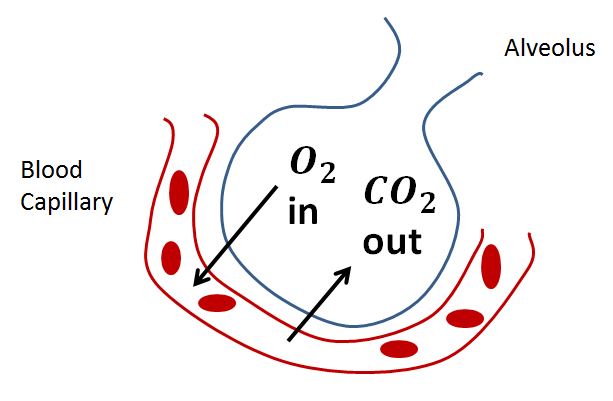
Respirace v plicních alveolách: kyslík je vázán hemoglobinem v krvi a oxid uhličitý se naopak vylučuje do vzduchu

Výměna plynů je v biologických vědách termín pro jevy, při nichž dochází k přesunu plynů (zejména kyslíku, oxidu uhličitého, vodní páry a podobně), a to obvykle mezi tělem a vnějším prostředím. Výměna plynů probíhá metodou difuze a řídí se Fickovým zákonem.
U živočichů se tento proces zpravidla označuje jako dýchání (respirace). U většiny vyšších rostlin se výměna plynů odehrává především přes průduchy (stomatální výměna plynů), případně přes epidermis (kutikulární výměna plynů).